# Moráň (Čím)
Moráň je zaniklá osada ve středních Čechách. Roku 1954 byla společně s dalšími osadami, jako byly Cholín, Živohošť, Oboz apod., zatopena vzedmutou hladinou právě dostavěné Slapské přehrady. Ležela z velké části na levém břehu Vltavy v blízkosti obce Čím v okrese Příbram.

## Historie
První písemná zmínka pochází z roku 1390, kdy se jméno obce objevilo v urbáři benediktinského kláštera sv. Jana Křtitele na Ostrově. Moráň tehdy tvořil jen mlýn a při něm stojící malý hostinec. Po roce 1517 pak osada připadla pod klášter sv. Jana pod Skalou. Roku 1850 se stala osadou spadající pod obec Čím.
Postupem let se začala osada zvětšovat až na 12 domů, z nichž dva byly hostince. U vorařů byla obzvláště oblíbená hospůdka Aloise Vodrážky, ve které častokrát setrvávali. K vesnici také patřil dvůr Malčany, ležící již vysoko nad břehem, který původně sloužil pro benediktiny, kteří přijeli navštívit poddanskou ves. Součástí statku byla i malá kaple se zvonicí.
Větší popularity se Moráni začalo dostávat ve 20. letech 20. století, kdy oblast Povltaví zažívala turistický a rekreační rozmach. V okolí v té době stál větší počet hostinců, do kterých se každoročně sjížděli hosté, a to i v době 2. světové války, kdy byl v této oblasti zřízen výcvikový prostor SS.
V letech 1945 a 1947 postihly Moráň silné povodně. Velkou škodu napáchaly také ledové dřenice, které se společně s vodou valily korytem Vltavy. Několik staveb bylo zničeno a kvůli nastávající výstavbě přehrady nebyla další snaha je opravovat. Počátkem 50. let byly pozemky vykoupeny a obyvatelé přestěhováni. Roku 1954 pak vesnice nenávratně zmizela pod hladinou.

## Zmizelá socha
Jedna z "ikon" Moráně, která se objevuje hned na několika fotkách, je socha Černého svatého Jana Nepomuckého, patrona plavců. Tato socha také pomyslně značila počátek Svatojánských proudů. Zajímavé je to, že nevíme, kdy přesně byla vystavěna. Na zadní straně světce měl být vytesán letopočet 1784, avšak jiný zdroj uvádí již rok 1734. Osud sochy je také zamlžen tajemstvími. Existují verze, že ještě před zatopením někdo sochu vzal a uskladnil ji tak, že se postupem let socha stále více a více rozpadala, až z ní zbylo prakticky jen torzo, které bylo použité na zasypání strouhy. Pravděpodobnější scénář je ten, že byla socha nenávratně poničena už při zmíněné povodni roku 1947, která s sebou vzala i několik obydlí.

## Barokní podstavec sochy
Při bližším zkoumání bylo zjištěno, že podstavec ztracené sochy by měl být stále ukrytý někde na dně Slapské přehrady. Dne 7. 10. 2012 byl na podnět pana Vojtěcha Pavelčíka proveden zkušební ponor, při kterém byl skutečně podstavec nalezen. V průběhu podzimu pak bylo provedeno několik dalších ponorů, při kterých byly od bahna očištěny celkem tři kusy podstavce. Pískovcové kusy ležely v hloubce 35 metrů, ve které bylo nemožné dostat je z vody, tudíž bylo rozhodnuto o jejich postupném přemístění ke břehu do hloubky 4 metrů. Vyzvednutí bloků se uskutečnilo 12. 5. 2013. Bloky byly následně převezeny do obce Chotilsko. Zde byl podstavec sestaven a umístěn do expozice muzea Historie střední Vltavy.

## Dnešní situace
Dnes se na břehu Slapské přehrady v místech, pod kterými dříve stávala Moráň a další samoty k osadě příslušící, nachází resort Měřín a chatová osada Hrdlička. Ze samotné vesnice zbyl pouze statek Malčany, který byl po zatopení pod správou státu, což se podepsalo na jeho celkovém stavu. Dnes ho vlastní potomci původních majitelů.